# Хрбошњак (Муртер)
Хрбошњак је ненасељено острвце у хрватском делу Јадранског мора.
Хрбошњак се налази југоисточно од обале острва Муртер. Од насеља Језера језера је удаље око 2 км. Површина острва износи 0,05 км². Дужина обалске линије је 0,84 км.. Највиши врх на острву је висок 20 метара.